# Distrito de Héroes Albarracín
El distrito de Héroes Albarracín (conocido y llamado hasta 1982 distrito de Chucatamani) es uno de los ocho que conforman la provincia de Tarata, ubicada en el departamento de Tacna en el Sur del Perú.
El nombre del distrito rinde homenaje al coronel Gregorio Albarracín y a su hijo el alférez Rufino Albarracín, caídos en la batalla de Saucini durante la guerra del Pacífico y reconocidos como héroes nacionales en 1982 en el mismo decreto que cambió el nombre al distrito.
Desde el punto de vista jerárquico de la Iglesia católica forma parte de la diócesis de Tacna y Moquegua la cual, a su vez, pertenece a la Arquidiócesis de Arequipa.

División política de Tacna.

## Historia
Durante de la reincorporación de Tarata al Perú el 20 de agosto de 1925, el carabinero chileno Manuel Aguayo Paillalef fue el encargado de entregar el mensaje de la retirada del personal policial a la tenencia de Chucatamani, sin embargo, fue asesinado durante el trayecto recibiendo dos impactos de bala. Su caballo nombrado "Metal" llegó a destino y fue leal a él hasta su muerte, siendo renombrado como "Abismo" posteriormente.
El distrito fue creado mediante Ley N.º 11979 del 30 de enero de 1953, durante el gobierno de Manuel A. Odría.

## Demografía
La población es de 559 habitantes (303 hombres y 256 mujeres)

## Autoridades

### Municipales
- 2015-2018
  - Alcalde: Iván Jhony Copaja Aguilar, de Acción Popular.
  - Regidores:

  1. Eleazar Edwin Caipa Vargas (Acción Popular)
  2. Elson Sidnay Ticona Torres (Acción Popular)
  3. Telma Nieto Serrano (Acción Popular)
  4. Favio Illachura Chambilla (Acción Popular)
  5. Sabino Orlando Flores Pihuaycho (Arriba Tacna)

## Festividades
- Virgen de la Asunción
- Nuestra Señora del Rosario